# كييل نيلسون (دراج)
كييل نيلسون (بالسويدية: Kjell Nilsson)‏ هو دراج سويدي، ولد في 4 أبريل 1962 في أوربرو في السويد.

## وصلات خارجية
- كييل نيلسون على موقع أرشيف الدراجات (الإنجليزية)
- كييل نيلسون على موقع إحصائيات الدراجات الإحترافية (الإنجليزية)
- كييل نيلسون على موقع أوليمبيديا (الإنجليزية)
- كييل نيلسون على موقع اللجنة الأولمبية السويدية (السويدية)